# Гренада на літніх Олімпійських іграх 2012
Гренаду на літніх Олімпійських іграх  2012 представляли 10 спортсменів у 3 видах спорту. Золота медаль Кірані Джеймса стала першою олімпійською нагородою Гренади.

## Медалісти
| Медаль | Спортсмени    | Вид спорту     | Дисципліна             | Дата     |
| ------ | ------------- | -------------- | ---------------------- | -------- |
| Золото | Кірані Джеймс | Легка атлетика | біг на 400 м, чоловіки | 6 серпня |

## Легка атлетика
Трекові і шосейні дисципліни
| Спортсмен           | Дисципліна             | Кваліфікація/ гіт | Кваліфікація/ гіт | Півфінал   | Півфінал   | Фінал      | Фінал      |
| Спортсмен           | Дисципліна             | Результат         | Місце             | Результат  | Місце      | Результат  | Місце      |
| ------------------- | ---------------------- | ----------------- | ----------------- | ---------- | ---------- | ---------- | ---------- |
| Рондель Бартоломью  | біг на 400 м, чоловіки | не стартував      | не стартував      | не пройшов | не пройшов | не пройшов | не пройшов |
| Кірані Джеймс       | біг на 400 м, чоловіки | 45.23             | 1 Q               | 44.59      | 1 Q        | 43.94      | 1          |
| Джоель Редгід       | біг на 200 м, чоловіки | 21.22             | 8                 | не пройшов | не пройшов | не пройшов | не пройшов |
| Пол Вільямс         | біг на 100 м, чоловіки | 10.65             | 7                 | не пройшов | не пройшов | не пройшов | не пройшов |
| Каніка Беклс        | біг на 400 м, жінки    | не стартувала     | не стартувала     | не пройшла | не пройшла | не пройшла | не пройшла |
| Нейша Бернард-Томас | біг на 800 м, жінки    | 2:03.23           | 6 q               | 2:00.68    | 8          | не пройшла | не пройшла |
| Джанель Редгід      | біг на 200 м, жінки    | 23.08             | 3 Q               | 23.51      | 8          | не пройшла | не пройшла |

Десятиборство
| Athlete     | Event     | 100 м | стрибки у довжину | штовхання ядра | стрибки у висоту | 400 м | 110 м з перешкодами | метання диска | стрибки з жердиною | метання списа | 1500 м | Фінал        | Місце        |
| ----------- | --------- | ----- | ----------------- | -------------- | ---------------- | ----- | ------------------- | ------------- | ------------------ | ------------- | ------ | ------------ | ------------ |
| Курт Фелікс | Результат | 11.12 | 7.63              | 13.28          | 2.05             | 50.17 | не стартував        | —             | —                  | —             | —      | не фінішував | не фінішував |
| Курт Фелікс | Бали      | 834   | 967               | 684            | 850              | 807   | 0                   | —             | —                  | —             | —      | не фінішував | не фінішував |

## Плавання
| Спортсмен    | Дисципліна                     | Гіт   | Гіт   | Півфінал   | Півфінал   | Фінал      | Фінал      |
| Спортсмен    | Дисципліна                     | Час   | Місце | Час        | Місце      | Час        | Місце      |
| ------------ | ------------------------------ | ----- | ----- | ---------- | ---------- | ---------- | ---------- |
| Есау Сімпсон | 100 м вільним стилем, чоловіки | 53.26 | 43    | не пройшов | не пройшов | не пройшов | не пройшов |

## Тхеквондо
| Спортсмен           | Категорія     | 1/16                  | Чвертьфінал        | Півфінал           | Repechage                    | Поєдинок за бронзу | Фінал              | Фінал      |
| Спортсмен           | Категорія     | Суперник Результат    | Суперник Результат | Суперник Результат | Суперник Результат           | Суперник Результат | Суперник Результат | Місце      |
| ------------------- | ------------- | --------------------- | ------------------ | ------------------ | ---------------------------- | ------------------ | ------------------ | ---------- |
| Андреа Сент-Бернард | −67 кг, жінки | Нур Татар (TUR) L 1–5 | не пройшла         | не пройшла         | Пейдж Макферсон (USA) L 2–15 | не пройшла         | не пройшла         | не пройшла |